# Manuel Castaño
Manuel Castaño (València, 1975) és historietista.

## Biografia
En el camp de la historieta és el responsable de títols com Morón el Pollastre o Álex, realitzats en companyia de Manuel Bartual i publicats pel col·lectiu editorial 7 Monos, del que és membre fundador.
Des de novembre de 2000 realitza juntament amb Manuel Bartual la sèrie de tires còmiques Con amigos como estos.
En 2006 escriu Billy Bob: buscando piedras con las que tropezar, amb dibuix de José Miguel Fonollosa.

## Obra
- Morón el Pollastre (junt a Manuel Bartual). 7 Monos, 1999.
- Álex (junt a Manuel Bartual). 7 Monos, 2001.
- Con amigos como estos (junt a Manuel Bartual). 7 Monos, 2002.
- Billy Bob: buscando piedras con las que tropezar (amb dibuix de José Miguel Fonollosa). Dibbuks, 2006.